# 大花芒毛苣苔
大花芒毛苣苔（学名：Aeschynanthus mimetes），为苦苣苔科芒毛苣苔属下的一个植物种。